# Brun cistikola
Brun cistikola (Cisticola brunnescens) är en fågel i familjen cistikolor inom ordningen tättingar.

## Utseende och läte
Brun cistikola är en mycket liten och kortstjärtad cistikola med streckad brun fjäderdräkt. Hane i häckningsdräkt har ostreckat roströd hjässa och mörk tygel, medan hona och hane utanför häckningstid har streckad hjässa. Arten är mycket lik flera andra cistikolor, men urskiljs ofta på utbredningsområde och läte. Sången består av en serie grova "tschek" som ökar i hastighet. Ibland hörs även knäppande ljud alstrade av vingarna.

## Utbredning och systematik
Brun cistikola delas in i sex underarter:
- lynesii-gruppen
  - Cisticola brunnescens lynesi – förekommer i högland i västra Kamerun
  - Cisticola brunnescens mbangensis – förekommer i norra Kamerun (Adamawa Plateau)
- brunnescens-gruppen
  - Cisticola brunnescens brunnescens – förekommer i Etiopien och nordvästra Somalia
  - Cisticola brunnescens wambera – förekommer i nordvästra Etiopien (Wambera Plateau)
  - Cisticola brunnescens nakuruensis – förekommer i högland i Kenya och norra Tanzania (väster om Rift Valley)
  - Cisticola brunnescens hindii – förekommer i högland i Kenya och norra Tanzania (öster om Rift Valley)

### Familjetillhörighet
Cistikolorna behandlades tidigare som en del av den stora familjen sångare (Sylviidae). Genetiska studier har dock visat att sångarna inte är varandras närmaste släktingar. Istället är de en del av en klad som även omfattar timalior, lärkor, bulbyler, stjärtmesar och svalor. Idag delas därför Sylviidae upp i ett antal familjer, däribland Cisticolidae.

## Levnadssätt
Brun cistikola hittas i kortvuxna gräsmarker, mestadels i bergsområden men lokalt även lägre. Den för ett anspråkslöst leverne utom under häckningstid då hanen utför en spelflykt.

## Status
Arten har ett stort utbredningsområde och beståndet anses stabilt. Internationella naturvårdsunionen IUCN listar den därför som livskraftig (LC).